# Dealu (gmina)
Dealu – gmina w Rumunii, w okręgu Harghita. Obejmuje miejscowości Dealu, Fâncel, Sâncrai, Tămașu, Tibod, Ulcani i Valea Rotundă. W 2011 roku liczyła 3907 mieszkańców.